# Witburga
Witburga – imię żeńskie pochodzenia germańskiego, powstałe ze złożenia członów wit- (stwniem. witu)  — "las, drzewo", oraz -burg — "ochraniać, chronić". 
Witburga imieniny obchodzi 17 marca, jako wspomnienie św. Witburgi z Dereham (†683), siostry św. Edeltruda i św. Seksburgi, najmłodszej córki Anny, króla Esseksu.